# MIZKAN MUSEUM

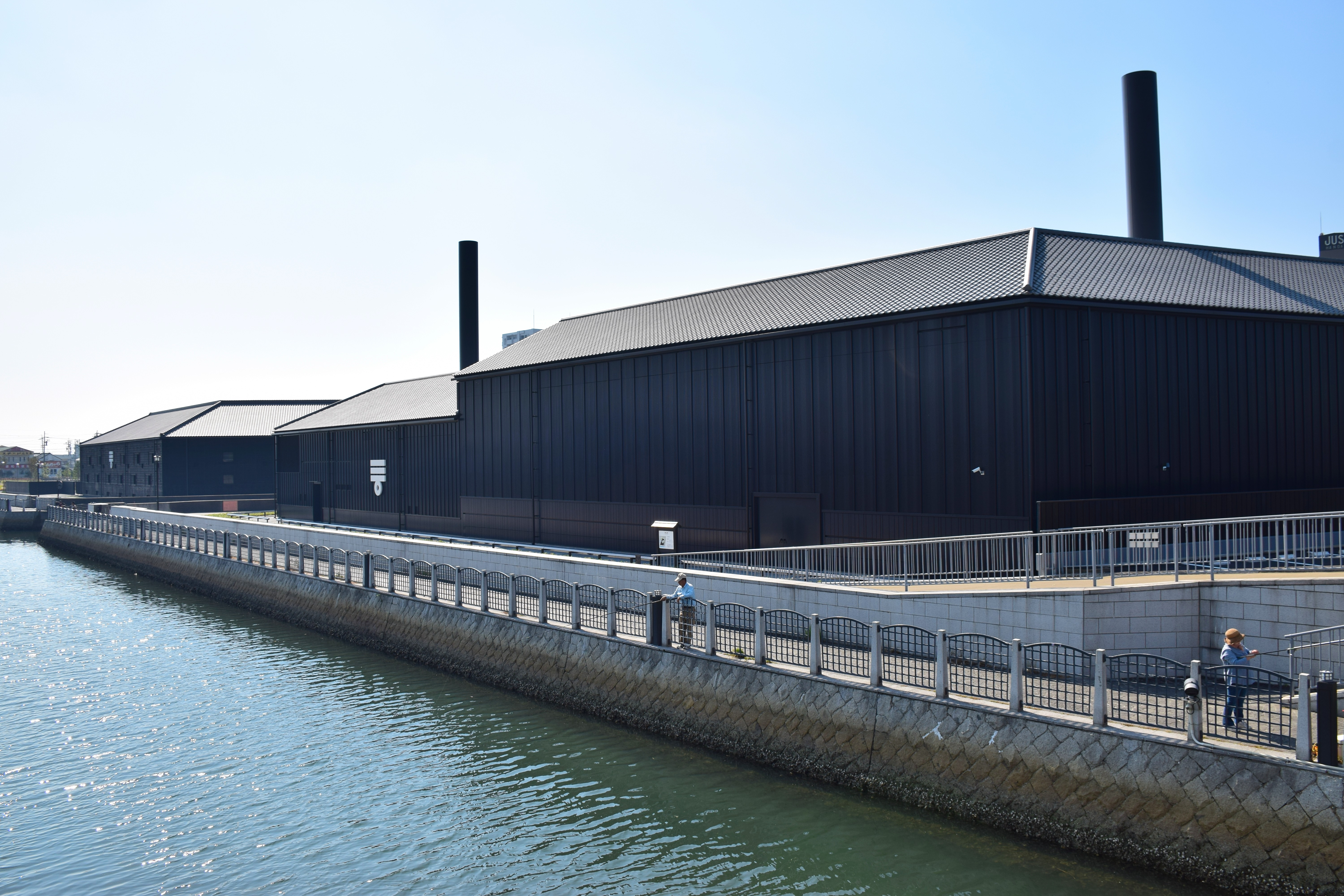
ミツカンミュージアムと半田運河

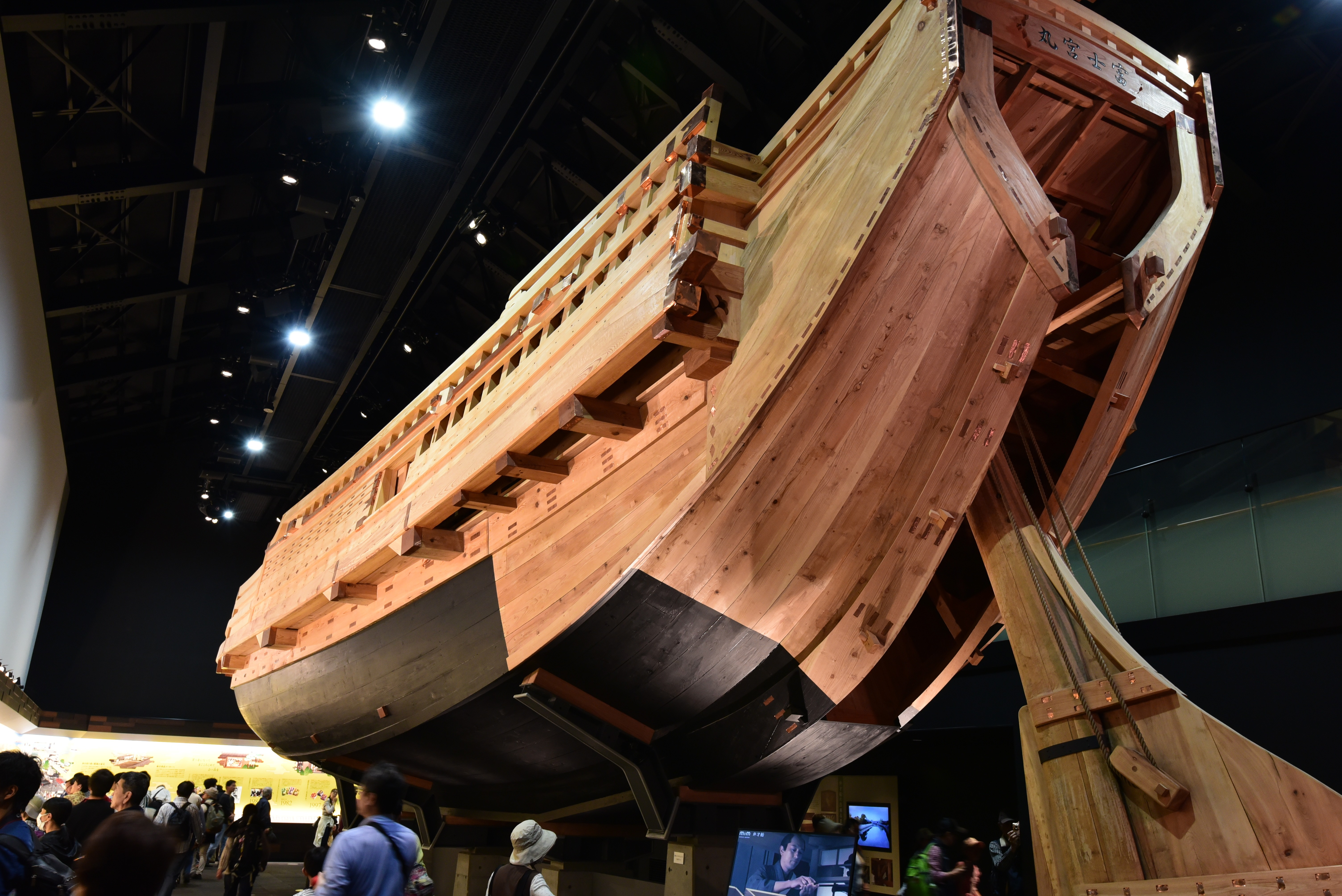
弁財船の模型

MIZKAN MUSEUM（ミツカンミュージアム）は、愛知県半田市にある「ミツカングループ」により設立された博物館。

## 概要
日本唯一の酢の総合博物館として、半田運河沿いに1986年（昭和61年）に開館した。開館当初は博物館「酢の里」という名称であった。
ミツカンの酢造りに関する資料を集大成し、江戸時代から現在までの酢づくりの歴史や製造工程などが見学でき、醸造酢の歴史と文化を探ることができる。見学には事前予約が必要。
博物館として運用されてきたが、体験型企業情報発信施設として生産工程見学ゾーンを加えリニューアルする、というミツカングループの本社地区再整備プロジェクトに伴い、2013年（平成25年）11月10日より一時閉館した。
2015年（平成27年）11月8日、から「MIZKAN MUSEUM」（ミツカンミュージアム）へ改称し、再オープンした。愛称は「MIM（ミム）」。
2016年（平成28年）度グッドデザイン賞受賞、2017年には日本建設業連合会主催の第58回BCS賞を受賞し、また第48回中部建築賞を受賞した。

## 施設データ
- 開館時間：9:30～17:00
- 休館日：木曜日、年末年始、8月12日～16日
- 入館料：大人500円、中高生300円、小学生200円、乳幼児無料
  - ※ 障がい者手帳を持っている場合、本人とその付き添いの1名が半額となる。
- 見学は予約が必要

## 展示内容
昔のお酢づくりゾーン
- 酢造りに使用された道具
- 江戸時代からの酢づくりや樽づくり
- 倉の職人制度や人々の生活
- 半田の粕酢と江戸前のにぎりずしの関係

今のお酢づくりゾーン
- 「発酵室」の見学

情報発信ゾーン
- 酢のさまざまな効用や使い方
- 料理メニューなどの情報

## 交通アクセス

### 車
- 知多半島道路「半田中央IC」もしくは「半田IC」から、約15分。

### 鉄道
- 名鉄河和線「知多半田駅」下車、徒歩約13分。
- JR武豊線「半田駅」下車、徒歩約3分。

### 路線バス
「JR半田駅前」バス停から
- 知多バス半田北部線(日本福祉大学行き)に乗車。
  - 「半田運河・蔵の街」下車、徒歩約3分。

「JR乙川駅前」バス停から
- 知多バス半田北部線(知多半田駅行き・常滑駅行き)に乗車。
  - 「半田運河・蔵の街」下車、徒歩約3分。

「知多半田駅」バス停から
- 知多バス半田北部線(日本福祉大学行き)に乗車。
  - 「銀座本町」下車、徒歩約2分。
  - 「半田運河・蔵の街」下車、徒歩約3分。

## 周辺情報
- 國盛酒の文化館